# Syfy (Deutschland)
SYFY (bis 20. September 2010: Sci Fi) ist ein deutschsprachiger Fernsehsender, der Mystery-, Fantasy-, Science-Fiction-Filme und -Serien sowie Action- und Horrorfilme ausstrahlt. Das zugrundeliegende Originalformat ist der US-amerikanische Sender Syfy.
Der Sender wird von Universal Networks International, bis 2010 NBC Universal Global Networks Deutschland, mit Sitz in München betrieben, einer Tochter von NBC Universal. Sendestart von Sci Fi war am 1. September 2003 mit Erwin Huber als Gast des Launch-Events.

## Empfang
SYFY ist digital über Kabelfernsehen und Satellit im Rahmen der Pay-TV-Programmbouquets von Sky Deutschland, Vodafone, Eutelsat KabelKiosk, Pÿur, wilhelm.tel, Unitymedia, waipu.tv und Diveo zu empfangen. Außerdem ist er in kostenpflichtigen IPTV-Paketen der Telekom und Vodafone enthalten.

## SYFY HD
Seit November 2010 ist der Sender auch in der Simulcast-HD-Fassung beim Schweizer Kabelnetzbetreiber Cablecom GmbH sowie seit 9. November bei Vodafone Kabel Deutschland zu empfangen. Für den 1. Dezember wurde der Empfang von SYFY HD bei KabelBW angekündigt. Seit 17. Januar 2013 ist die HD-Variante über Sky zu empfangen (bisher nur über Satellit).

## Programm
Auf dem Sender werden hauptsächlich Science-Fiction-Serien und -Filme – teilweise als TV-Premiere – ausgestrahlt.

### Serienauswahl
- Alphas
- Andromeda
- Batman
- Being Human
- Buck Rogers
- Chucky
- Dark Matter
- Defiance
- Firefly – Der Aufbruch der Serenity
- Haven
- Helix
- Kampfstern Galactica
- Marvel’s Agent Carter
- Marvel’s Agents of S.H.I.E.L.D.
- Star Trek: Deep Space Nine
- Star Trek: Enterprise
- Star Trek: Raumschiff Voyager
- Stargate Atlantis
- Stargate – Kommando SG-1
- Stargate Universe
- Torchwood
- True Blood
- Warehouse 13
- Z Nation

## Senderlogos
Da Verwechslungsgefahr mit dem Logo der Elektronikkette Saturn bestand, wurde Sci Fi per einstweiliger Verfügung vom 11. September 2003 untersagt, ihr Logo weiter zu nutzen.

Logo bis zum 20. September 2010
Logo bis zum 31. August 2017
Logo des HD-Ablegers von SYFY bis zum 31. August 2017
Logo seit dem 1. September 2017
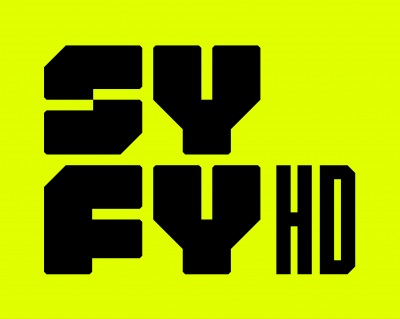
Logo des HD-Ablegers vom 1. September 2017 – 2024
Alternatives Logo des HD-Ablegers bis 2024